# Монастырский комплекс в Лежайске
Монастырский комплекс бернардинов в Лежайске (пол. Zespół Kościoła i Klasztoru Bernardynów w Leżajsku) — римско-католический монастырский комплекс бернардинцев в Лежайске в Подкарпатском воеводстве, датируемый первой половиной XVII века. Состоит из баро́чной паломнической базилики Благовещения Пресвятой Богородицы, которая относится к монастырю бернардинов и имеет звание малой базилики, церковного кладбища, оборонных стен с башнями и воротами, в пределах которых есть два двора, и монастырского поместья. В храме имеется очень ценный орган лежайского барокко. В 2005 году монастырский комплекс отцов-бернардинов был объявлен историческим памятником.

## История

### Базилика

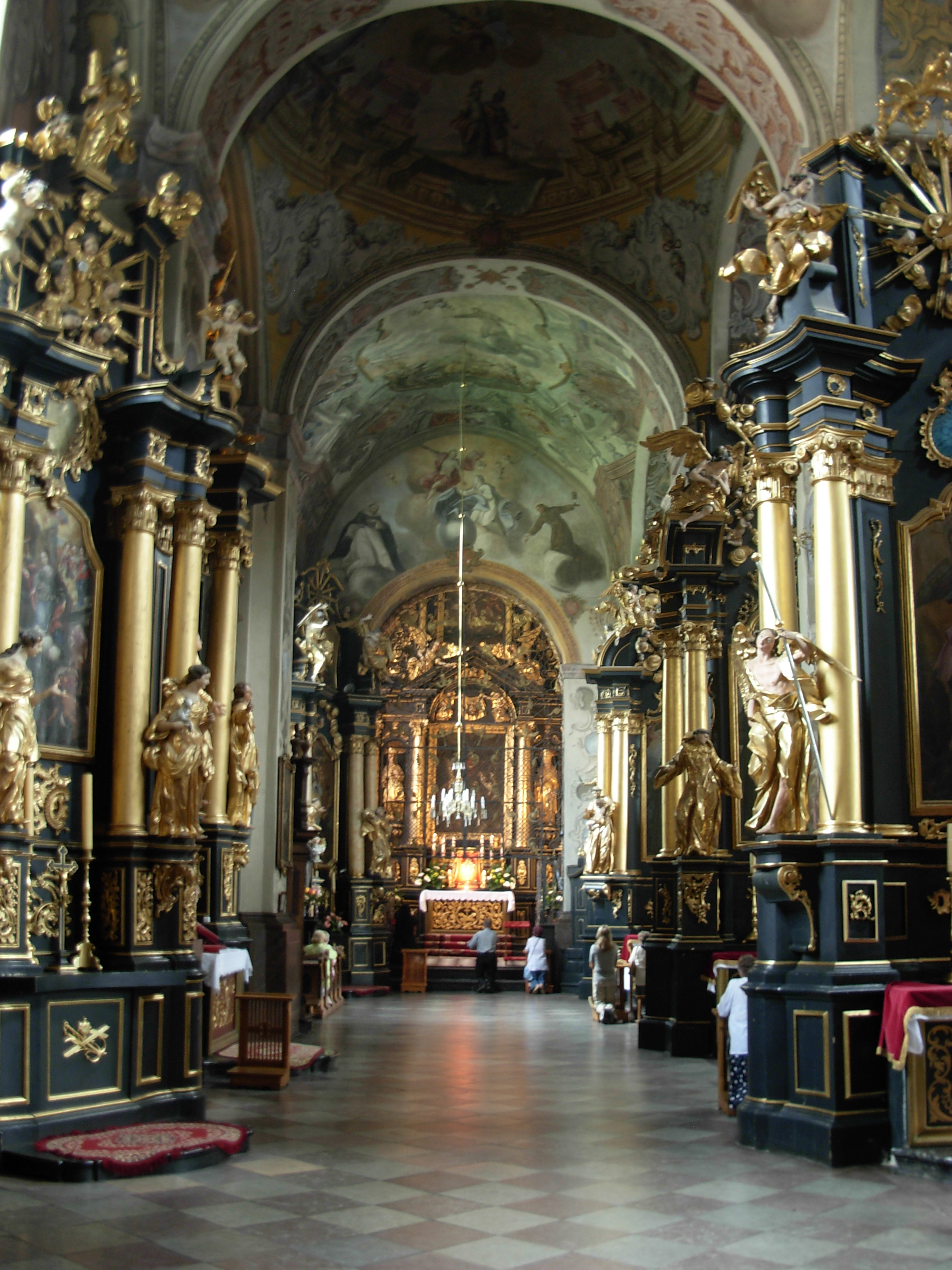
Главный неф.

В 1608 году по приглашению перемышльского епископа в Лежайск прибыли бернардины. Сегодняшний каменный костёл был построен в 1618—1628 годах благодаря предыдущему пожертвованию короля Сигизмунда III при поддержке Лукаша Опалинского. Его создателем считается Антонио Пеллачини, известный как Итал — люблинский каменщик итальянского происхождения, приехавший сюда из Люблина до 1624 года.
Длина храма — 60 метров, ширина — 26 метров, высота башни — 28 метров. Внизу находится склеп с 22 гробами, в который можно зайти частично. Монастырское кладбище было заложено в северной части комплекса в 1910 году.
В 1657 году храм частично сгорел во время вторжения венгерской армии Георгия II Ракоци. В 1670 году некоторые оригинальные декоративные украшения комплекса были уничтожены. Во второй половине XVIII века на их месте были созданы фрески львовских мастеров. В 1752 году состоялась каноническая коронация образа Святой Марии. До этого события монахи совершили много инвестиций. В 1891—1896 годах храм был тщательно отреставрирован.
Во время событий Первой мировой войны в период 1915—1917 годов Лежайский женский монастырь был крепостью австрийской армии, которую обстреливали русские войска. Последствия разрушений были устранены только в 1932 году.
В 1928 году папа Пий XI своим указом от 10 июля того же года предоставил храму ранг Малой базилики. С начала своего существования и по сей день он был важным центром религиозной жизни, к которому тянутся паломники из разных уголков Польши и мира.

### Орган
В базилике Благовещения Пресвятой Девы Марии установлен орган XVII века, являющийся одним из самых ценных достопримечательностей этого типа не только в Польше, но и в Европе. Его первым создателем был Станислав Студзинский из Переворска, работавший над ним в 1680—1682 годах. Последующие усовершенствования были осуществлены Яном Гловинским из Кракова в 1686—1693 годах, Александром Жебровским в 1903—1905 годах и Робертом Полциным из Познани в 1965—1968 годах. Последние реставрационные работы проделала французская компания Manufacture Provençale d’Orgues и Адам Воланский в 2000—2003 годах

.

### Монастырь и стены

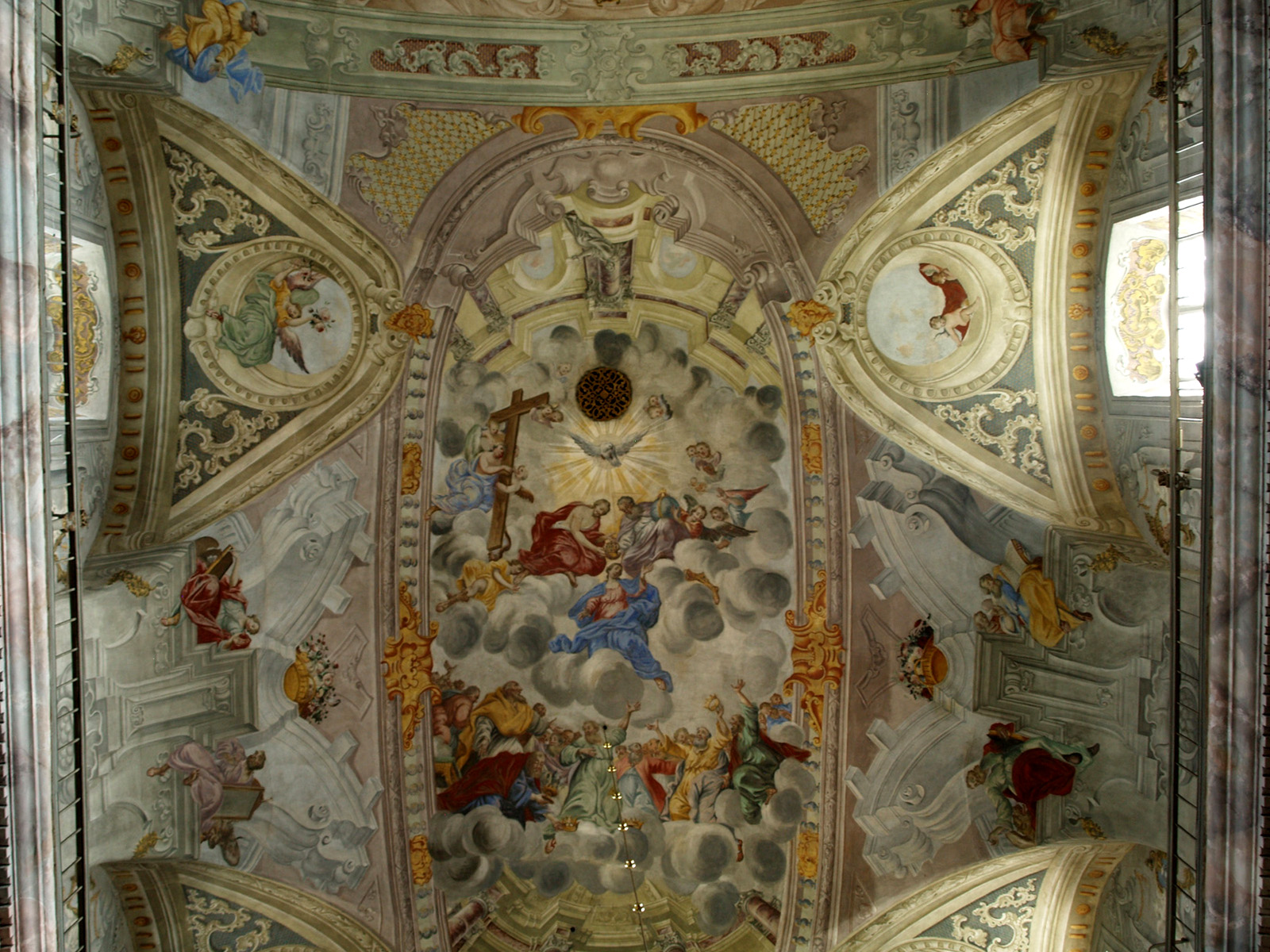
Фрески в базилике Пресвятой Богородицы

Здание монастыря было завершено в 1637 году. Из-за постоянной опасности вторжения врагов в середине XVII века комплекс зданий бернардинов был окружён укреплениями, созданными в два этапа. Как предполагают, куртины оборонительной стены к западу установлены во второй четверти XVII века. Возможно, что современная стена в 1726 году была перестроена — добавлен третий этаж. С востока двор отделён от монастырских садов внутренними стенами. В XVIII веке на углах западной куртины были застроены две трёхэтажные башни.
Чудотворный образ «Богоматерь Лежайская» («Утешение») 1634 года был коронован в 1752 году. Для обогащения интерьера храма к этому событию бернардинцы и состоятельные основатели (Грабинские и Потоцкие) нанимали художников и ремесленников из Львова.
Культурная роль монастырского комплекса в Лежайске приобрела сегодня дополнительное значение — здесь есть монастырский музей, связанный с деятельностью ордена бернардинов, и ежегодно здесь проходят международные фестивали органной музыки.

### Комментарии
1. ↑  Роберт Полцин (пол. Robert Polcyn) или Ползин (пол. Polzin)
2. ↑  Икона создана не ранее 1590 года отцом Эразмом, священником Ордена Регулярных каноников (так же известного как Орден Гроба Господня), в упрощённом виде повторяет образ Девы Марии Снежной из базалики Санта-Мария-Маджоре[6]